# Chambles
Chambles é uma comuna francesa na região administrativa de Auvérnia-Ródano-Alpes, no departamento de Loire. Estende-se por uma área de 18,9 km². Em 2010 a comuna tinha 1 037 habitantes (densidade: 54,9 hab./km²).